# Distrito electoral federal 1 de Guerrero
El I Distrito Electoral Federal de Guerrero es uno de los 300 Distritos Electorales en los que se encuentra dividido el territorio de México para la elección de diputados federales y uno de los 8 en los que se divide el estado de Guerrero. Su cabecera es Ciudad Altamirano.
Desde la distritación de 2023, se forma con el territorio de 19 municipios: Ajuchitlán del Progreso, Apaxtla de Castrejón, Arcelia, Buenavista de Cuéllar, Coyuca de Catalán, Cuetzala del Progreso, Cutzamala de Pinzón, General Canuto A. Neri, Ixcateopan de Cuauhtémoc, Pedro Ascencio Alquisiras, Pilcaya, Pungarabato, San Miguel Totolapan, Taxco de Alarcón, Teloloapan, Tetipac, Tlalchapa, Tlapehuala y Zirándaro.

## Distritaciones anteriores

### Distritación 1996 - 2005
Entre 1996 y 2005 el primero distrito se encontraba en la misma zona del estado de Guerrero, pero no lo integraban los municipios de Apaxtla, General Heliodoro Castillo y Leonardo Bravo. Su cabecera se encontraba en la ciudad de Coyuca de Catalán.

### Distritación 2005 - 2017
Para la distritación de 2005, el Distrito I de Guerrero se formó por los municipios de la zona noroeste del estado, conocida como la Tierra Caliente: Ajuchitlán del Progreso, Apaxtla, Arcelia, Coyuca de Catalán, Cutzamala de Pinzón, General Heliodoro Castillo, Leonardo Bravo, Pungarabato, San Miguel Totolapan, Tlalchapa y Tlapehuala. Igualmente, su cabecera se encontraba en Coyuca de Catalán, hasta 2008, año en que durante la redistritación su sede cambia definitivamente a Ciudad Altamirano.

### Distritación 2017-2023
Durante la distritación realizada en 2017, el Distrito I de Guerrero se encontraba dividido en 16 municipios, en su totalidad de la zona noroeste del estado, conocida como la Tierra Caliente y parte de la Región Norte: Ajuchitlán del Progreso, Apaxtla, Arcelia, Cocula, Coyuca de Catalán, Cuetzala del Progreso, Cutzamala de Pinzón, General Canuto A. Neri, Ixcateopan de Cuauhtémoc, Pedro Ascencio Alquisiras, Pungarabato, San Miguel Totolapan, Teloloapan, Tlalchapa, Tlapehuala y Zirándaro.

## Diputados por el distrito
| Diputado                    | Grupo parlamentario | Legislatura       | Periodo     |
| --------------------------- | ------------------- | ----------------- | ----------- |
| Vicente Méndez              |                     | IV                | 1867 - 1868 |
| Vacante                     | Vacante             | V VI              | 1869 - 1873 |
| Mariano Ortiz de Montellano |                     | VII               | 1873 - 1875 |
| Vacante                     | Vacante             | VIII IX           | 1875 - 1880 |
| Juan Deloya                 |                     | X XI              | 1880 - 1884 |
| Sixto Moncada               |                     | XII               | 1884 - 1886 |
| Julio T. Álvarez            |                     | XIII XIV          | 1886 - 1890 |
| Vicente Sánchez             |                     | XV XVI XVII       | 1890 - 1896 |
| Manuel Guillén              |                     | XVIII XIX XX XXI  | 1896 - 1904 |
| Francisco Alfaro            |                     | XXII              | 1904 - 1906 |
| Vacante                     | Vacante             | XXIII             | 1906 - 1908 |
| Francisco Alfaro            |                     | XXIV              | 1908 - 1910 |
| Manuel Sagaceta Vega        |                     | XXV               | 1910 - 1912 |
| Alfonso G. Alarcón          |                     | XXVI              | 1912 - 1913 |
| Fidel Jiménez               |                     | Constituyente     | 1916 - 1917 |
| Manuel Bello                |                     | XXVII             | 1917 - 1918 |
| Custudio Valverde           | CCDFIM              | XXVIII XXIX       | 1918 - 1922 |
| Ismael Carmona              |                     | XXX               | 1922 - 1924 |
| Desiderio Borja             | PRG                 | XXXI XXXII XXXIII | 1924 - 1930 |
| Rufino Salgado R.           |                     | XXXIV             | 1930 - 1932 |
| Ezequiel Padilla Peñaloza   |                     | XXXV              | 1932 - 1934 |
| Alberto R. Guevara          |                     | XXXVI             | 1934 - 1937 |
| Francisco S. Carreto        |                     | XXXVII            | 1937 - 1940 |
| Mario Lasso                 |                     | XXXVIII           | 1940 - 1943 |
| José María Suárez Téllez    |                     | XXXIX             | 1943 - 1946 |
| Ángel Tapia Alarcón         |                     | XL                | 1946 - 1949 |
| Lamberto Alarcón Catalán    |                     | XLI               | 1949 - 1952 |
| Pedro Ayala Fajardo         |                     | XLII              | 1952 - 1955 |
| José Inocente Lugo Lagunas  |                     | XLIII             | 1955 - 1958 |
| Moisés Ochoa Campos]        |                     | XLIV              | 1958 - 1961 |
| Salvador Castro Villalpando |                     | XLV               | 1961 - 1964 |
| Vicente Fuentes Díaz        |                     | XLVI              | 1964 - 1967 |
| Juan Pablo Leyva y Córdoba  |                     | XLVII             | 1967 - 1970 |
| Moisés Ochoa Campos         |                     | XLVIII            | 1970 - 1973 |
| Luis León Aponte            |                     | XLIX              | 1973 - 1976 |
| Isaías Gómez Salgado        |                     | L                 | 1976 - 1979 |
| Herón Varela Alvarado       |                     | LI                | 1979 - 1982 |
| Zótico García Pastrana      |                     | LII               | 1982 - 1985 |
| Alicia Buitrón Brugada      |                     | LIII              | 1985 - 1988 |
| Carlos Javier Vega Memije   |                     | LIV               | 1988 - 1991 |
| Florencio Salazar Adame     |                     | LV                | 1991 - 1994 |
| Efrén Leyva Acevedo         |                     | LVI               | 1994 - 1997 |
| Cuauhtémoc Salgado Romero   |                     | LVII              | 1997 - 2000 |
| Héctor Pineda Velázquez     |                     | LVIII             | 2000 - 2003 |
| Abel Echeverría Pineda      |                     | LIX               | 2003 - 2006 |
| Daniel Torres García        |                     | LX                | 2006 - 2008 |
| Efraín Peña Damacio         | 2008 - 2009         | LX                |             |
| Cuauhtémoc Salgado Romero   |                     | LXI               | 2009 - 2012 |
| Catalino Duarte Ortuño      |                     | LXII              | 2012 - 2015 |
| Silvia Rivera Carbajal      |                     | LXIII             | 2015 - 2018 |
| Víctor Adolfo Mojica Wences |                     | LXIV              | 2018 - 2021 |
| Reynel Rodríguez Muñoz      |                     | LXV               | 2021 - 2024 |
| Celeste Mora Eguiluz        |                     | LXVI              | 2024 - 2027 |

## Resultados electorales

### 2021
|  | 49.59 % |

|  | 42.09 % |

|  | 3.29 % |

|  | 0.72 % |

|  | 0.58 % |

|  | 0.55 % |

|  | 0.00 % |

|  | 3.04 % |

|  | 100.00 % |

### 2018
|  | 30.15 % |

|  | 26.53 % |

|  | 38.21 % |

|  | 25.10 % |

|  | 22.50 % |

|  | 21.19 % |

|  | 19.28 % |

|  | 3.48 % |

|  | 0.0138 % |

|  | 5.08 % |

|  | 100.00 % |

### 2009
|  | Partido Acción Nacional Partido Alianza por Guerrero |  | Jorge Camacho Peñaloza     |
|  | Partido Revolucionario Institucional                 |  | Cuauhtémoc Salgado Romero  |
|  | Partido de la Revolución Democrática                 |  | Nicanor Adame Serrano      |
|  | Coalición Salvemos a México (PT, Convergencia)       |  | César Tapia Catalán        |
|  | Partido Verde Ecologista de México                   |  | Antonio Miranda Jaimes     |
|  | Nueva Alianza                                        |  | Blanca Jannet Ocampo Borja |
|  | Partido Socialdemócrata                              |  | Antonio Reza Solís         |